# Livezile (Bistrița-Năsăud)
Livezile (bis 1968 Iad; deutsch Jaad, siebenbürgisch-sächsisch Goot, ungarisch Jád) ist eine rumänische Gemeinde im Kreis Bistrița-Năsăud in Nordsiebenbürgen.
Der zum historischen Nösnerland gehörende Ort liegt etwa 8 Kilometer östlich von Bistrița (Bistritz) im Tal des gleichnamigen Flusses (Bistritz).

## Geschichte
Die erste bekannte urkundliche Erwähnung stammt aus dem Jahre 1311. Es kann aber davon ausgegangen werden, dass die Ortschaft schon vor 1150 existierte und in dieser Zeit auch schon von Deutschen (Siebenbürger Sachsen) besiedelt wurde.
Um 1330 betrug die Einwohnerzahl (lt. päpstlicher Steuerlisten) etwa 100.
1671 und 1685 kam es zu tatarischen und türkischen Einfällen sowie Plünderungen. 1688 war die Gefahr durch die Türken gebannt, ab nun gehörte Jaad zum Kaiserreich Österreich. 1750 betrug die Einwohnerzahl bereits mehr als 700. 1838 brach ein großes Feuer aus, bei dem die meisten Häuser zerstört wurden. Um 1900 wandern viele Bürger aus dem Bistritzer Bezirk nach Amerika aus, darunter auch einige aus Jaad.
Am 17. September 1944 begann die Flucht der Deutschen nach Österreich. Die meisten wurden 1945 durch die Rote Armee jedoch wieder zurückgeführt.

### Kirche
Teile der späteren evangelischen Kirche bestanden bereits vor der Reformation, im Laufe der Jahre kam es jedoch zu häufigen Erweiterungs- und Umbauarbeiten. Um 1800 wurde die Kirche erhöht, 1831 kamen zwei Emporen dazu, 1860 bekam der Turm im Zuge von Ausbesserungsarbeiten eine neue Glockenkammer. Erster evangelischer Pfarrer soll Scharwarius Valentin von 1561 bis 1565 gewesen sein.

### Schule
Das Schulgebäude der evangelischen (deutschen) Schule wurde 1856 errichtet.